# اصحاب عقبه
اصحاب عَقَبه سوءقصدکنندگان به جان محمد «مصطفی» در مسیر تَبوک به مدینه  بودند. عَقَبه در لغت به معنای راه دشوار و سخت‌گذر (گردنه) در کوه است.

## در تفاسیر
مفسّران قرآن، نزول آیه ۷۴ سوره توبه را دربارهٔ آنان دانسته‌اند، که از ناموفّق بودن توطئه آن‌ها در ترور محمد صحبت به میان آورده‌است.

در شأن نزول این آیه آمده‌است: «گروهی از بدخواهان پیامبر اسلام که به اهل عَقَبه موسومند، تصمیم گرفتند که هنگام بازگشت پیامبر و مسلمانان از غزوه تَبوک، شتر پیامبر را برَمانند و او را ترور کنند، ولی در این کار موفق نشدند. خداوند آن‌ها را در این آیه افشا کرده‌است.»
طَبرِسی ماجرای اصحاب عَقَبه را در ذیل آیات ۶۴–۶۵ سوره توبه نیز آورده‌است.

در حدیثی از علی بن موسی، امام هشتم شیعیان دوازده‌امامی، آمده‌است که مراد از «إِنَّمَا ٱسْتَزَلَّهُمُ ٱلشَّيْطَٰنُ بِبَعْضِ مَا كَسَبُواْۖ» (ترجمه: شيطان آنها را بر اثر بعضى از گناهانى كه مرتكب شده بودند، به لغزش انداخت)، اصحاب عَقَبه هستند.
برخی منابع تعداد اصحاب عَقَبه را از ۱۲ تا ۱۵ تن برشمرده‌اند. شیخ طَبرِسی در نقلی از محمد «باقر»، امام پنجم شیعیان دوازده‌امامی، آورده‌است که شمار آنها ۱۲ تن — ۸ تن از قریش و ۴ تن از سایر اعراب — بوده‌است؛ اما شیخ صدوق، بر اساس روایتی ۱۲ تن از آنان را از بنی‌امیه و ۵ تن را از سایر مردم دانسته‌است.
از اصحاب عَقَبه در کتب معتبر اهل سنت نوشته عالمانی برجسته مانند ابن حزم و سیوطی، و از راویانی مشهور مانند ولید بن عبدالله جمیع سخن به میان آمده‌است. در صحیح مسلم — از معتبرترین کتب حدیثی اهل سنت — نیز از اصحاب عَقَبه در دوجا صحبت شده‌است‌.

در کتب معتبر اهل تشیع نیز از ایشان یاد شده‌است، مانند تفسیر مجمع‌البیان، تفسیر صافی و کتاب خِصال.

## شرح ماجرا
در روایت این داستان دینی اختلاف در روایت وجود دارد، که در ادامه به یک نسخه از آنها اشاره می‌شود:
به گزارش علی بن ابراهیم قمی، ۱۴ تن از منافقان پس از حجةالوداع به سال دهم ق. همدست شدند تا پیامبر را در مسیر مکه به مدینه در عَقَبه هرشی، میان جحفه و ابواء، بکشند. هفت تن از سوی راست عَقَبه و هفت تن نیز از سوی چپ به قصد رماندن شتر او پیش آمدند. رسول خدا با گزارش جبرئیل از توطئه آن‌ها آگاه شد و چون نام‌های ایشان را بر زبان جاری ساخت، فرار کردند و پنهان شدند. نقل شده که در مسیر عَقَبه دو صحابه عَمار بن یاسِر و حُذَیفَة بن یَمان در کنار پیامبر بوده اند، و به همین سبب تا مدت ها به حُذَیفه منافق‌شناس می‌گفتند. در پی کتمان آنان، آیه ۷۴ سوره توبه نازل شد.
در منابع شیعی اشاره شده که دیگر همدستان اصحاب عَقَبه، هم‌زمان قصد ترور علی بن ابی‌طالب، خلیفه چهارم و امام اول شیعیان را نیز داشتند — که در آن هنگام به فرمان محمد در مدینه جانشین او بود.

## نام اصحاب عقبه
گرچه در بسیاری از کتب اهل سنت نام اصحاب عقبه نیامده است و صرفا تعداد آنها گفته شده است؛ ولی در برخی کتب معتبر اهل سنت و کتب معتبر اهل تشیع به نام های آنها اشاره شده است.
در برخی کتب اهل سنت مانند المحلی ابن حزم اندلسی  به نام آنها توسط راوی ولید بن عبدالله بن جمیع آورده شده است که ابوبکر و عمر و عثمان و طلحه و سعد ابی‌وقاص قصد ترور پیامبر را داشته اند.
بیهقى و سیوطى، نام‌هاى ایشان را چنین آورده‌اند: عبدالله‌ بن‌ ابى ‌سعد، سعد ‌بن ‌ابى ‌سرح، ابوحاضر (حاصر) الأعرابى، عامر، ابوعامر، جُلاس ‌بن ‌سوید، مجمع ‌بن ‌حارثه، ملیحا تیمى، حصین ‌بن ‌نمیر، طعمة ‌بن ‌ابیرق، عبداللّه ‌بن ‌عیینه و مرة ‌بن ‌ربیع، گویا رئیس ایشان ابوعامر بوده ‌است.